# Xiahe
För andra betydelser, se Xiahe (olika betydelser).
Xiahe även känt som Sangchu, är ett härad i den tibetanska autonoma prefekturen Gannan i provinsen Gansu i Folkrepubliken Kina. Här finns det berömda Labrangklostret, ett av de största tibetanska buddhistiska klostren utanför den autonoma regionen Tibet. Staden bebos till största delen av etniska tibetaner, samt av en del huikineser och hankineser. 
Xiahe ligger i den södra delen av Gansu, längs den västra gränsen mot provinsen Qinghai. Den ligger längs floderna Daxia och Zhao vid den nordöstra sidan av Tibetanska högplatån. Området är mycket lantligt och geografin är bergig. 
Under de senaste åren har det blivit en turistattraktion. Staden fick namnet Xiahe 1928. Namnet, som bokstavligen betyder "Xia floden", refererar till Daxiafloden som löper parallellt med staden.

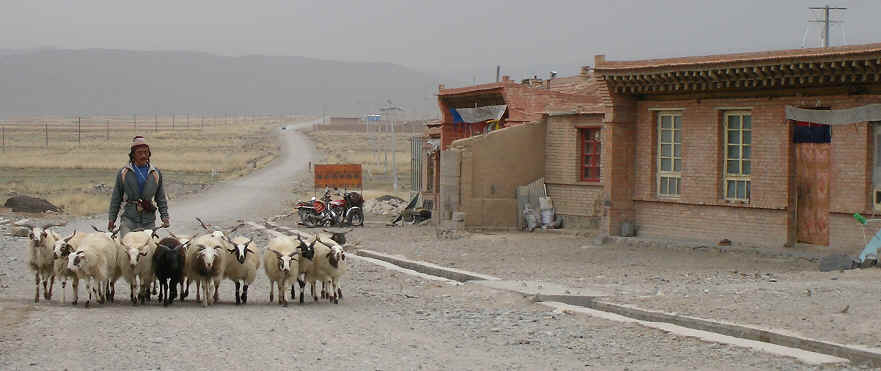
Norra utkanten av Xiahe

## Administrativ indelning
Xiahe är indelat i åtta köpingar och fem socknar.
Köpingar (zhen):

- Amu Quhu (阿木去乎镇)
- Bola (博拉镇)
- Ganjia (甘加镇)
- Kecai (科才镇)
- Labuleng (拉卜楞镇)
- Madang (麻当镇)
- Sangke (桑科镇)
- Wangge'ertang (王格尔塘镇)

Socknar (xiang):

- Damai (达麦乡)
- Jicang (吉仓乡)
- Qu'ao (曲奥乡)
- Tangga'ang (唐尕昂乡)
- Zhayou (扎油乡)